# Замок Бомбей
Замок Бомбей (англ. Bombay Castle, також знаний як Casa da Orta) — одна з найстаріших оборонних споруд, споруджена в Мумбаї (колишній Бомбей), Індія. Теперішній замок є спорудою, яку побудували британці на місті особняка, збудованого знаним португальцем Гарсія де Орта (Garcia de Orta).
У 1554–1570 Орта орендував острів у короля Португалії.
Замок був побудований з місцевого блакитного каміння Курла (Kurla) та червоного латериту з округу Конкан, який розташований на південь від Мумбая.
У 1662 острів потрапив до рук англійців, а у 1665 замком заволоділа Ост-Індійська компанія. Протягом наступних десяти років компанія будувала оборонну споруду навколо маєтку. Приблизно у той же час будувалась стіна навколо нового міського центру. Частини стіни й досі можна побачити в деяких місцях, попри те, що вона була зруйнована у 1865 після стрімкого зростання міста.
Збереглися декілька записів про первісний португальський замок і історики намагаються по шматочках відтворити оригінальний маєток. Двоє воріт маєтку розташовані на території військово-морської бази Ангре (INS Angre) у південному Мумбаї. Зберігся також сонячний годинник, який здогадно належить до епохи португальського правління. Сонячний годинник не відмічає кожну з дванадцяти годин доби, а радше відмічає певні періоди, які вважалися важливими для людей того часу.
Головна будівля замку була палацом правителя. В ньому перебував перший градоначальник Бомбея Джеральд Енджі (Gerald Aungier). Пізніше резиденцію перенесли до Парела, а потім наступні два століття вона була в Малабар Хілл. У теперішньому будинку розташовані офіси головнокомандуючого адмірала західних військово-морських сил.